# 7.ª edición de los Premios Grammy
La 7.ª edición de los Premios Grammy se celebró el 13 de abril de 1965 en el Hotel Beverly Hilton en Beverly Hills, en reconocimiento a los logros discográficos alcanzados por los artistas musicales durante el año anterior.

## Ganadores

### Generales
- Grabación del año
  - Astrud Gilberto & Stan Getz por "The Girl from Ipanema"
- Álbum del año
  - João Gilberto & Stan Getz por Getz/Gilberto
- Canción del año
  - Jerry Herman (compositor); Louis Armstrong (intérprete) por "Hello, Dolly!"
- Mejor artista novel
  - The Beatles

### Clásica
- Mejor interpretación clásica - Orquesta
  - Erich Leinsdorf (director) & Boston Symphony Orchestra por Mahler: Sinfonía n.º 5 / Berg: Wozzeck Excerpts
- Mejor interpretación clásica - Solista vocal (con o sin orquesta)
  - Fritz Reiner (director), Leontyne Price & Chicago Symphony Orchestra por Berlioz: Les Nuits d'Été (Song Cycle) / Falla: El amor brujo
- Mejor grabación de ópera
  - Herbert von Karajan (director) Franco Corelli, Mirella Freni, Robert Merrill, Leontyne Price & Vienna Philharmonic Orchestra por Bizet: Carmen
- Mejor grabación coral (que no sea ópera)
  - Robert Shaw (director de coro) & Robert Shaw Orchestra & Chorale por Britten: A Ceremony of Carols
- Mejor interpretación clásica - Solista o solistas instrumentales (con orquesta)
  - Eugene Ormandy (director), Isaac Stern & Philadelphia Orchestra por Prokofiev: Concierto para violín n.º 1
- Mejor interpretación clásica - Solista o dúo instrumental (sin orquesta)
  - Vladimir Horowitz por Vladimir Horowitz Plays Beethoven, Debussy, Chopin
- Mejor interpretación de música de cámara - vocal
  - Noah Greenberg (director) & New York Pro Musica por It Was a Lover and His Lass
- Mejor interpretación de música de cámara - instrumental
  - Jascha Heifetz, Jacob Lateiner & Gregor Piatigorsky  por Beethoven: Trío n.º 1 en mi bemol, Op. 1
- Mejor composición de música clásica de un compositor contemporáneo
  - Samuel Barber (compositor), John Browning por Barber: Concerto
- Mejor álbum de música clásica
  - Leonard Bernstein (director) & New York Philharmonic por Bernstein: Sinfonía n.º 3 "Kaddish"
- Artista clásico novel más prometedor
  - Marilyn Horne

### Comedia
- Mejor interpretación de comedia
  - Bill Cosby por I Started Out as a Child

### Composición y arreglos
- Mejor composición instrumental (que no sea jazz)
  - Henry Mancini (compositor) por "The Pink Panther Theme"
- Mejor banda sonora original de película o programa de televisión
  - Richard M. Sherman & Robert B. Sherman (compositores); Julie Andrews, Dick Van Dyke & varios artistas por Mary Poppins
- Mejor arreglo instrumental
  - Henry Mancini (arreglista) por "The Pink Panther Theme"
- Mejor arreglo de acompañamiento para vocalista(s) o instrumentista(s)
  - Peter Matz (arreglista); Barbra Streisand (intérprete) por "People"

### Country
- Mejor interpretación vocal country & western - femenina
  - Dottie West por "Here Comes My Baby"
- Mejor interpretación vocal country & western - masculina
  - Roger Miller por "Dang Me"
- Mejor sencillo country & western
  - Roger Miller por "Dang Me"
- Mejor canción country & western
  - Roger Miller (compositor) por "Dang Me"
- Mejor álbum country & western
  - Roger Miller por Dang Me/Chug-A-Lug
- Mejor artista novel de country & western
  - Roger Miller

### Espectáculo musical
- Mejor álbum de espectáculo con reparto original
  - Jule Styne & Robert Merrill (compositor) & el reparto original (Barbra Streisand, Sydney Chaplin, Danny Meehan, Kay Medford, Jean Stapleton & John Lankston) por Funny Girl

### Folk
- Mejor grabación folk
  - Gale Garnett por We'll Sing in the Sunshine

### Gospel
- Mejor grabación gospel o de otra religión (musical)
  - Tennessee Ernie Ford por Great Gospel Songs

### Hablado
- Mejor grabación documental, hablada o de drama (que no sea de comedia)
  - That Was The Week That Was por BBC Tribute to John F. Kennedy

### Infantil
- Mejor grabación para niños
  - Julie Andrews, Dick Van Dyke, Glynis Johns, David Tomlinson & Ed Wynn por Mary Poppins

### Jazz
- Mejor interpretación jazz - grupo pequeño o solista con grupo pequeño (instrumental)
  - Stan Getz por Getz/Gilberto
- Mejor interpretación jazz - grupo grande o solista con grupo grande (instrumental)
  - Laurindo Almeida por Guitar from Ipanema
- Mejor composición original de jazz
  - Lalo Schifrin (compositor) por "The Cat"